# Call of Duty Online
Call of Duty Online (còn gọi là CODOL, CODO và Call of Duty: Online, tiếng Trung: 使命召唤Online; bính âm: Shǐmìng zhàohuàn Online) là tựa game bắn súng góc nhìn người thứ nhất trực tuyến, miễn phí được hãng Activision Shanghai và Raven Software phát triển. Game do Tencent Games phân phối, trò chơi ban đầu được ra mắt ở phiên bản beta vào năm 2012 trước khi chính thức ra mắt độc quyền cho Trung Quốc vào năm 2015. Đây là trò chơi dạng chơi miễn phí, trở thành tựa game đầu tiên như vậy trong dòng game Call of Duty. Ngày 31 tháng 5 năm 2021, Tencent Games đã thông báo rằng các máy chủ trò chơi sẽ ngừng hoạt động vào ngày 31 tháng 8 năm 2021 và khuyến khích người chơi chuyển sang Call of Duty: Mobile.

## Lịch sử
Sau khi ra mắt Call of Duty: Modern Warfare 2, Activision bắt đầu cố gắng bán tựa game Call of Duty tại thị trường Trung Quốc nhưng phải vật lộn với chi phí và luật phân phối của Trung Quốc. Tuy nhiên, vào năm 2011, Activision đã hợp tác với Tencent để tạo ra một tựa game độc quyền của Trung Quốc cho thương hiệu này. Trong quá trình phát triển ban đầu và thử nghiệm beta ban đầu, studio Shanghai của Activision được giao phụ trách việc phát triển trò chơi này. Tuy vậy, quá trình phát triển đã chuyển sang Raven Software sau khi game chính thức ra mắt vào năm 2015. Ngày 31 tháng 8 năm 2021, Tencent chính thức đóng cửa các máy chủ của tựa game này.

## Tổng quan
Game dạng chơi miễn phí có vài mục chơi nối mạng giống như những phiên bản tiền nhiệm trong sê-ri, nhưng có một số thay đổi đáng chú ý. Trò chơi cung cấp các nhiệm vụ chơi đơn "Hero Ops", chế độ sinh tồn cộng tác, cũng như phần chơi đặc biệt mang tên "Cyborgs", thay phần chơi độ sinh tồn zombie phổ biến của thương hiệu này. Sự thay đổi này là do luật kiểm duyệt của Trung Quốc. Trò chơi cũng cho phép người chơi mua và/hoặc thuê mỹ phẩm cho nhân vật đại diện trong game của họ. Sau khi ra mắt, game đã cho phát hành các bản cập nhật bao gồm những loại vũ khí và tính năng mới từ các phần gần đây trong thương hiệu lớn hơn.